# Accident de 2009 de la centrale de Saïano-Chouchensk

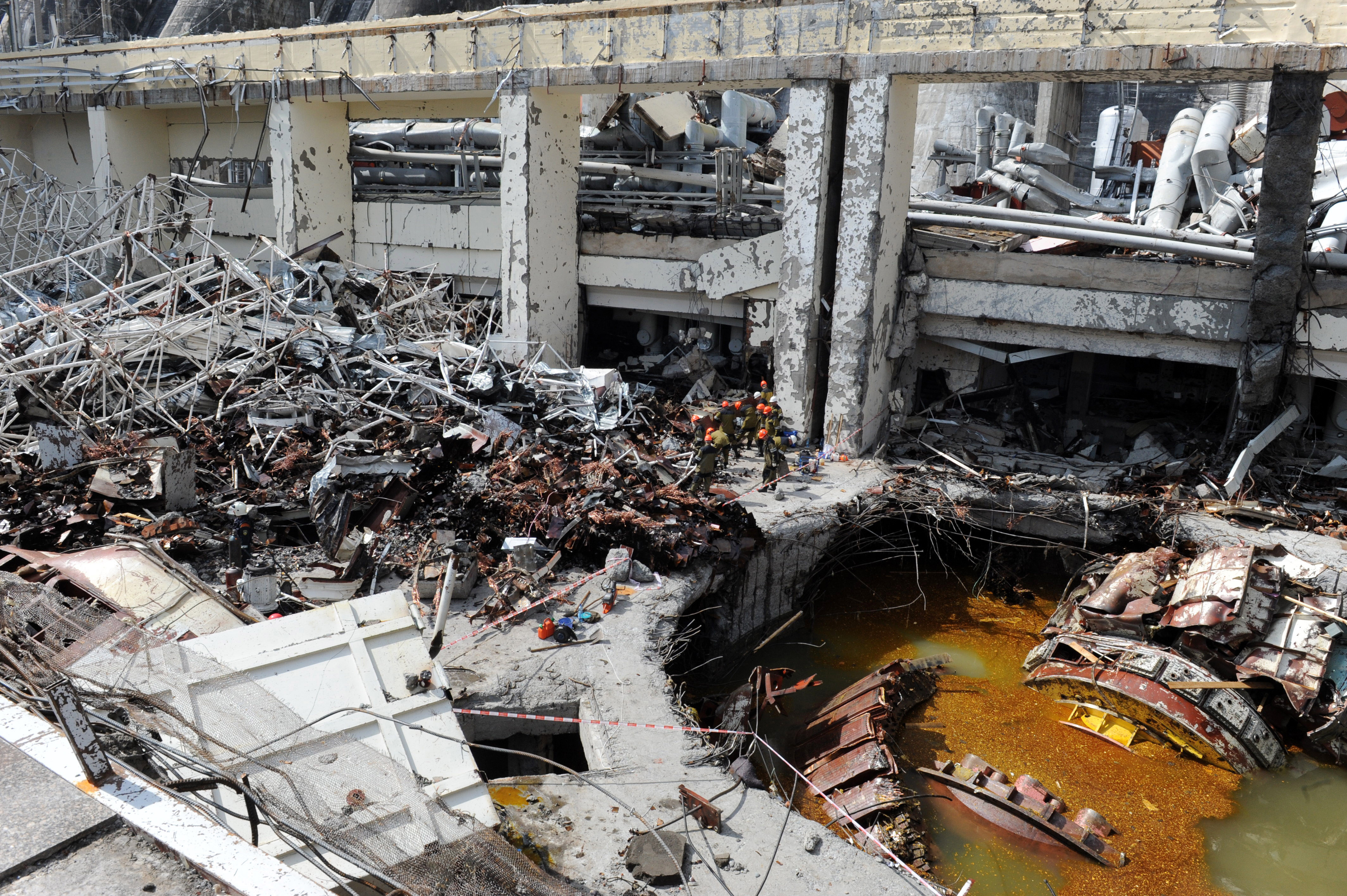

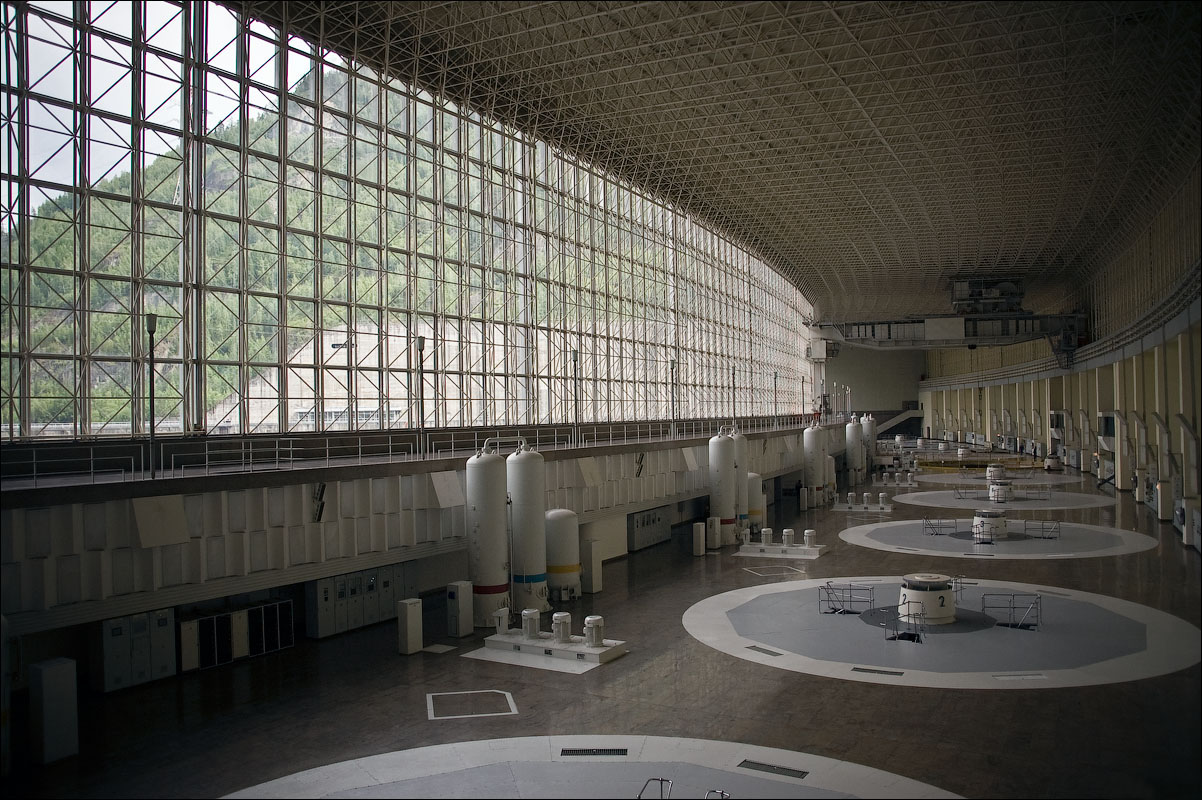
Salle de la centrale dans lequel l'accident a eu lieu (avant l’accident)

L’accident de 2009 de la centrale hydroélectrique de Saïano-Chouchensk eut lieu le 17 août 2009 à 00h13 GMT (08h13 heure locale) lorsque la turbine no 2 de la centrale hydroélectrique Saïano-Chouchenskaïa située près de Saïanogorsk en Khakassie, en Russie, se brisa brutalement. La salle des machines, contenant turbines et générateur, fut inondée. Son plafond s’effondra et 9 des 10 turbines furent endommagées ou détruites. 75 personnes furent tuées.
La totalité de la puissance de la centrale, soit 6 400 MW, représentant une partie importante de l'alimentation du réseau électrique local, fut perdue, conduisant à une panne de courant généralisée dans la région, et en forçant les grands utilisateurs tels que les fonderies d'aluminium à basculer sur des générateurs diesel.
Un rapport officiel sur l'accident fut publié le 4 octobre 2009.

## Contexte

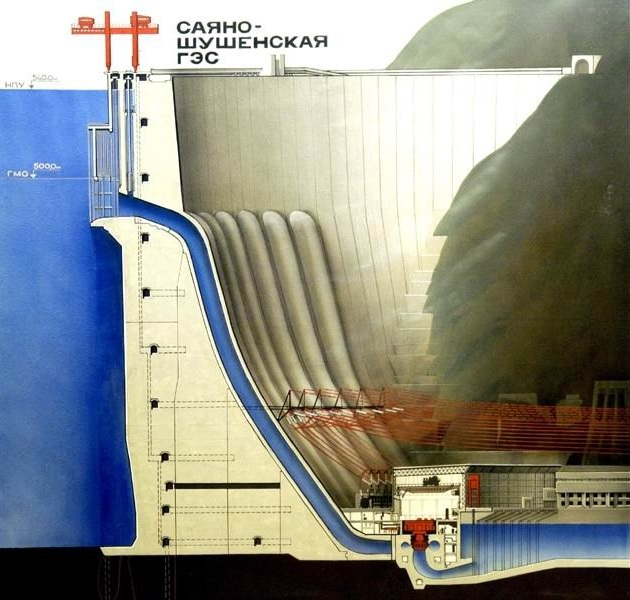
Schéma montrant une coupe transversale du barrage

La centrale hydroélectrique Saïano-Chouchenskaïa est située sur le fleuve Ienisseï, près de Saïanogorsk en Khakassie. Avant l'accident, elle était la plus puissante centrale hydroélectrique en Russie et la sixième centrale hydroélectrique au monde.
L'usine est exploitée par RusHydro, qui a annoncé le 2 juillet 2009 que la centrale avait produit la plus grande quantité d’énergie journalière de son existence.

### Turbineno2

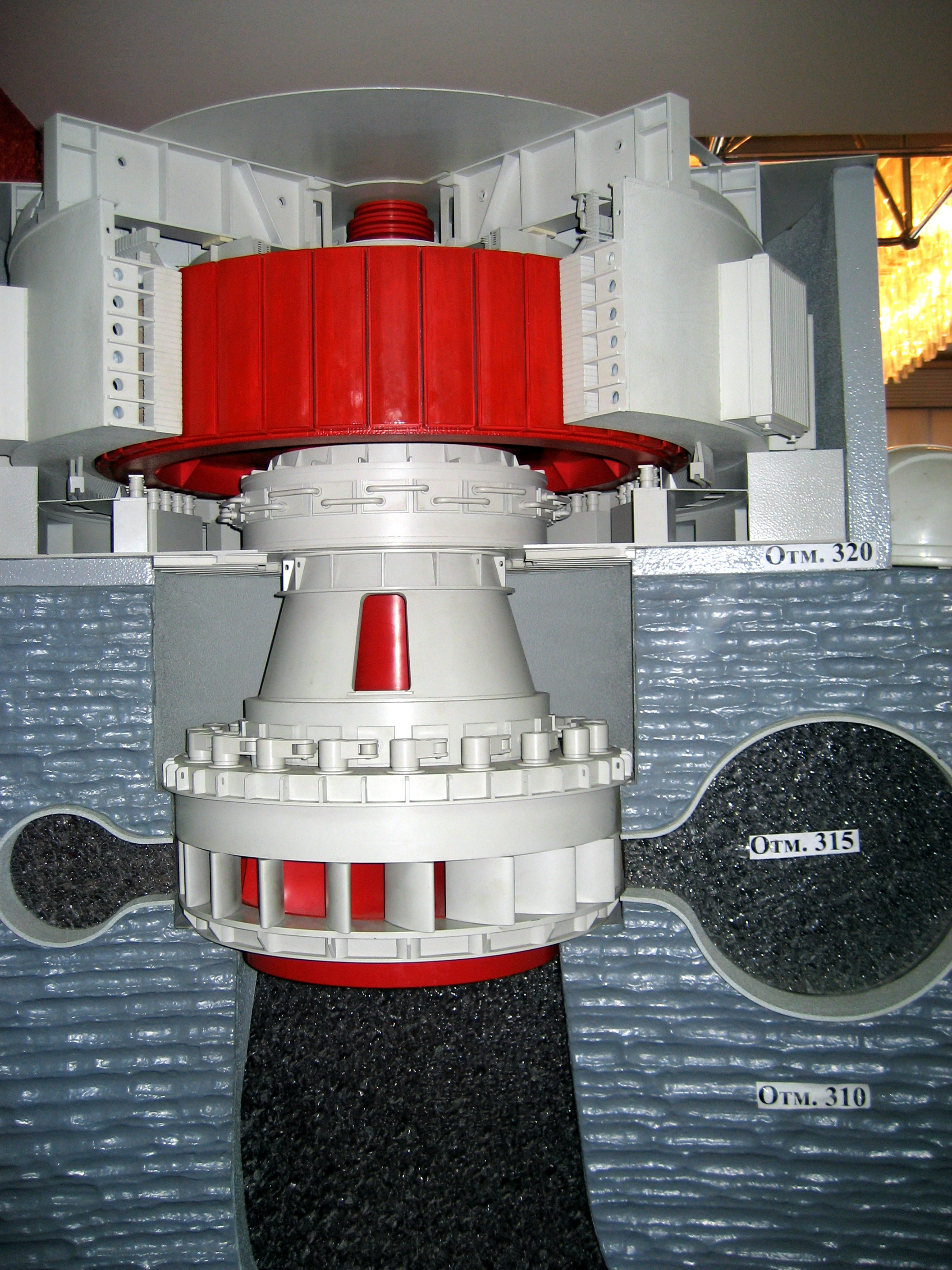
Modèle d'une turbine de la centrale.

Le type de turbines utilisées dans cette centrale avait une zone de fonctionnement très étroite avec un rendement élevé. Si cette zone était dépassée, les turbines commençaient à vibrer. Provoquées par la pulsation de l'écoulement de l'eau et les chocs hydrauliques, ces vibrations et les chocs sur les turbines les dégradaient au fil du temps.
La turbine no 2 avait connu des problèmes durant une longue période avant l'accident de 2009. Les premiers problèmes apparurent après son installation en 1979. De 1980 à 1983, de plus en plus de problèmes d’étanchéité, de vibrations de l'arbre de la turbine, et de paliers apparurent. De la fin mars 2000 à la fin novembre 2000, une remise en état complète de la turbine 2 fut effectuée. Des cavités allant jusqu'à 12 millimètres de profondeur et des fissures d'environ 130 millimètres de long furent trouvées sur la roue de la turbine et réparées. De nombreux autres défauts furent trouvés dans les paliers de la turbine et réparés. En 2005, d'autres réparations furent réalisées sur la turbine no 2. Les problèmes trouvés étaient similaires aux défauts constatés lors de la réparation précédente.
De janvier à mars 2009, la turbine no 2 était en train de subir des travaux planifiés de réparation et de modernisation. Elle fut la première et la seule turbine dans la centrale à être équipée d'un nouveau régulateur électro-hydraulique de sa vitesse de rotation, fourni par la société Promavtomatika. Dans le cadre de cette rénovation, les aubes de turbine furent rechargées par soudure, car après une longue période d'utilisation, des fissures et des cavités étaient apparues. La roue de turbine ne fut correctement rééquilibrée qu'après ces réparations. Après les travaux, la turbine no 2 vibrait plus fortement, enregistrant des déplacements d’environ 0,15 millimètres au niveau du palier principal lorsqu'elle était à pleine charge. Bien que cela ne dépassait pas les spécifications, cette vibration très importante était problématique pour une utilisation à long terme. Le niveau de vibration élevé de la turbine no 2 par rapport aux autres était déjà évident avant la réparation. Il dépassa le niveau maximal admissible au début du mois de juillet et continua à augmenter de plus en plus vite.
Dans la nuit 16 au 17 août, le niveau de vibration augmenta sensiblement. Il y eut plusieurs tentatives pour arrêter la turbine. Le 16 août jusqu’à 20h30, sa puissance était de 600 MW, puis elle fut réduite entre 100 et 200 MW. Le 17 août 2009 à 3h00, la charge fut de nouveau augmentée à 600 MW ; à 3h30, réduite à 200 MW ; et à 3h45, elle fut de nouveau augmentée à 600 MW. Pendant ce temps, le niveau de vibration était très élevé et fut enregistré par les instruments sismiques dans la centrale. Au cours de ces tentatives pour l'arrêter, le rotor subit une poussée vers le haut, qui à son tour créa une pression poussant sur le couvercle de la turbine, maintenu en place par 80 boulons de 8 cm de diamètre.
Au cours de la matinée du 17 août 2009, 50 personnes se trouvaient autour de la turbine no 2. Comme le directeur général de la centrale, Nikolai Nevolko, fêtait son anniversaire, tôt dans la matinée, il se rendit à Abakan pour saluer ses invités qui arrivaient, et aucun des travailleurs présents ne voulut ou n'avait le pouvoir de prendre des décisions concernant de nouvelles mesures pour la turbine. Il semble qu'ils étaient habitués à ces niveaux élevés de vibrations.
La turbine no 2 fut démarrée le 16 août 2009 à 23h14 heure locale. À 23h44, elle tournait à pleine charge soit 600 MW. Pendant la nuit, sa charge varia entre 10 et 610 MW. Au moment de l'accident, à 8h13 heure locale (0h13 GMT), la puissance délivrée était de 475 MW et le débit d’eau la traversant était de 256 m3/s. Les vibrations du palier engendraient des déplacements de 0,84 millimètres, 4 fois plus importants que les déplacements subis par les autres turbines. La durée de vie définie par le fabricant de la turbine était de 30 ans. Au moment de l'accident, la turbine avait 29 ans et 10 mois.
Le jour de l'accident, les turbines fonctionnaient avec une chute d’eau de 212 mètres. Sous cette pression, le niveau de puissance recommandé pour les turbines était de 570 à 640 MW (bande III) et de 0 à 265 MW également (bande I). La zone de 265 à 570 MW (bande II), à cette pression était déconseillée et tout fonctionnement au-delà de 640 MW (groupe IV) était interdit. Le jour de l’accident, la turbine no 2 fonctionnait comme régulateur de puissance de sortie de l'usine et de ce fait, sa puissance de sortie changeait constamment. Le régime turbine se trouvait souvent dans la bande II, générant des vibrations et des à coups dans le débit d'eau.

## Accident
L'accident survint le 17 août 2009 à 8h13 heure locale (00h13 GMT). Il y eut une forte détonation provenant de la turbine no 2. Le couvercle de la turbine fut projeté vers le haut et le rotor pesant 920 tonnes quitta son appui. L'eau jaillit par la cavité de la turbine dans la salle des machines qui fut inondée, ainsi que les salles en dessous. Une alarme apparut sur le panneau de contrôle principal de la centrale, et la puissance de sortie tomba à zéro, entraînant une panne de courant locale. Les vannes de prise en acier placées amont des conduites d'arrivée d'eau des turbines, d'un poids de 150 tonnes chacune, furent fermées manuellement en ouvrant les vannes des vérins hydrauliques qui les maintenaient ouvertes, entre 8h35 et 9h20 heures (9h30 d’après le rapport officiel). L'opération prit 25 minutes, ce qui est proche du temps minimum  (c.-à-d. la plus haute vitesse) autorisé pour cette opération. Le générateur diesel de secours commença à fonctionner à 11h32. À 11h50, l'ouverture de 11 vannes évacuatrices de crue du barrage débuta, elles furent fermées 13h07. 75 personnes furent retrouvés mortes,.
Neuf des dix turbines étaient en activité à ce moment-là, produisant 4 400 MW. La turbine no 6 était soumise à des travaux de maintenance, mais était prête pour un redémarrage.
Oleg Myakishev, un survivant de l'accident, décrivit les circonstances de l’accident comme suit:

« ... Je me trouvais en haut quand j’ai entendu une sorte de bruit de plus en plus fort, puis je vis le couvercle de turbine s’élever et se mette sur la tranche. Puis je vis le rotor venant de dessous. Il tournait. Je ne pouvais pas en croire mes yeux. Il s’éleva d'environ trois mètres. De la roche et des morceaux de métal volaient, nous avons commencé à les esquiver... À ce moment, le couvercle était presque au niveau du toit, et le toit lui-même avait été détruit... J’ai fait un calcul mental : l'eau monte, 380 mètres cubes par seconde, de sorte que je pris mes jambes à mon cou et courut depuis la turbine no 10. Je pensais que je n’y arriverais pas, je montais plus haut, m’arrêtais, regardais vers le bas, et je vis tout détruit, l'eau arrivant, les gens essayant de nager... Je pensais : quelqu'un doit fermer d'urgence les vannes d’arrivée pour empêcher l'eau d’arriver, manuellement... Manuellement, parce qu'il n'y avait pas d'électricité, aucun des systèmes de protection ne fonctionnait... »

Le 9 septembre 2009 à 17h40 heure locale (09h40 GMT), un incendie démarra dans la salle des machines pendant les travaux de réparation. Environ 200 personnes furent évacuées. Il n'y avait aucun mort ni blessé. Selon RusHydro, l'incendie fut éteint « en quelques minutes ».

## Cause
Le 4 octobre 2009, le rapport officiel sur l'accident de Saïano-Chouchensk fut publié par le service fédéral de surveillance de l’environnement, de la technologie et du nucléaire (Rostekhnadzor) sur son site internet. Cependant, plus tard, le rapport et le communiqué de presse sur le rapport furent retirés du site.
Les noms des personnes tuées et de celles qui portent la responsabilité de l'accident, et d'autres données, dont un examen historique et technique de la centrale et les projections pour son futur, furent révélés dans le rapport. Il indique que l'accident fut principalement causé par les vibrations de la turbine qui conduisirent à l'endommagement par fatigue des fixations du couvercle de la turbine no 2. Il fut également constaté qu’au moment de l'accident, au moins six écrous manquaient sur les boulons de fixation du couvercle de la turbine. Après l'accident, les 49 boulons récupérés furent étudiés. 41 avait des fissures de fatigue. Sur 8 d'entre eux, la zone endommagée par la fatigue dépassait 90 % de la section totale transversale de ceux-ci.
Selon ce rapport, le 17 août 2009 à 01h20 (heure locale), un incendie se déclara à la centrale hydroélectrique de Bratsk interrompit les communications et les systèmes de conduite automatique d'autres centrales électriques dans la région, dont ceux de Saïano-Chouchensk. La situation fut rétablie le 17 août 2009 à 15h03. À 08h12, heure locale, la puissance de sortie de turbine no 2 fut réduite par le régulateur de turbine, le régime de fonctionnement de la turbine entra dans la bande de puissance non recommandée (bande II). Peu de temps après, les boulons maintenant le couvercle de la turbine en place se rompirent, et sous la pression de l'eau (environ 20 bars), la turbine en rotation, avec son couvercle, le rotor et les parties supérieures commencèrent à s’élever, détruisant les installations de la salle des machines. Dans le même temps, l'eau sous pression inonda et continua d’endommager l’installation.
Selon Rostekhnadzor, le système de fermeture automatique des vannes des conduites d’admission d'eau tomba en panne après la défaillance de la turbine no 2,. Cette accusation fut rejetée par Rakurs, la société qui avait conçu le système de sécurité automatisé de la centrale.

### Spéculation des médias
Selon le journal Izvestia, les fortes vibrations de la turbine no 2 duraient pour certains depuis 10 ans et étaient bien connues du personnel de l'usine. Selon l'ancien directeur de Irkutskenergo, Viktor Bobrovski, l'accident aurait été causé par un processus incorrect de démarrage de la turbine qui aurait entraîné un pic de pression hydraulique, ou à un excès de charge sur la turbine dû à une pointe de consommation d'électricité. Selon Bobrovski, il était courant dans la région de compenser une charge de pointe en surchargeant les centrales hydroélectriques. De plus, le système d'énergie de la région serait proche de l'effondrement. Le but principal de ses propriétaires étant de faire autant de profit que possible en réduisant la maintenance, l'investissement, la sécurité et les frais de formation. Comme la charge résistante des autres turbines cessa après la défaillance de la turbine no 2 (et des systèmes d’évacuation d’énergie), les autres turbines commencèrent sans doute à tourner sans couple résistant à une vitesse de plus en plus grande jusqu'à leur défaillance. Il affirma que l'ancien directeur de la centrale hydroélectrique de Saïano-Chouchensk, Valentin Bryzgalov, avait alerté sur le fait qu'il était dangereux de faire fonctionner la centrale aux charges maximales, les turbines commençant à vibrer dans la direction axiale. Il affirma que l'accident n'aurait probablement pas eu de tels résultats catastrophiques si les systèmes de sécurité avaient fonctionné et les règles de sécurité avaient été suivies.
L'ancien directeur général de la centrale, Alexander Toloshinov, déclara que l'accident était probablement dû à un « défaut de fabrication » dans une turbine. Selon Toloshinov, la fabrication des aubes de ce type de turbine n’était pas très fiable et les fissures étaient connues pour se développer dans ces aubes sous certaines conditions de fonctionnement.
Le 11 septembre 2009, RusHydro réfuta les allégations selon lesquelles le barrage avait bougé et s’était appuyé sur la salle des machines conduisant à la destruction de la turbine no 2. Selon RusHydro, les déplacements du barrage étaient saisonniers et s’étaient réduits au cours des dernières années. Le déplacement maximum (141,5 millimètres) avait été enregistré en 2006, et était inférieur au maximum autorisé de 145,5 mm. Selon RusHydro, le déplacement entre les jambes d'ancrage et la salle de machines n’excède pas 2,3 millimètres, ce qui est inférieur à l’espace entre eux (50 millimètres), et donc le barrage ne vient pas s’appuyer sur la salle des machines.
Le 21 août 2009, un site Web soutenant les groupes résistants en Tchétchénie affirma qu'ils étaient responsables de l'explosion, qui faisait partie d'une nouvelle « guerre économique » qu’ils avaient déclaré à la Russie. Cette revendication fut rejetée par les autorités comme étant « stupide »,.

## Opération de sauvetage
Après l'accident, l'évacuateur de crues fut utilisé pour diminuer le niveau du réservoir d'eau de 3 à 5 centimètres par jour. Les eaux inondant la centrale furent pompées le 24 août 2009. Le 28 août, les opérations de recherche et de sauvetage furent achevées, et l'état d'urgence imposé en Khakassie, le 17 août 2009, fut levé.

## Conséquences
L'accident fit 75 morts. Le 19 août 2009, fut décrété comme jour de deuil en Khakassie. RusHydro décréta le 25 août comme un jour de deuil dans la société. Un festival dans la ville d’Abakan le 22 août fut annulé.
En raison de l'accident, la ville de Cheryomushki interdit la vente de boissons fortement alcoolisées.

### Dommages

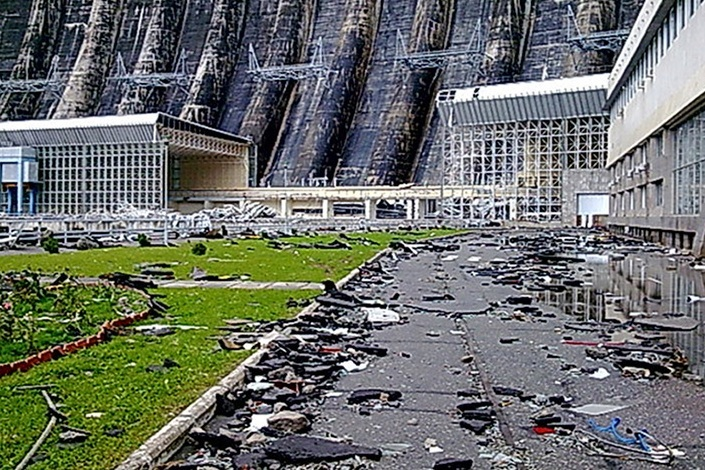
Dommages à l’extérieur de la centrale.

En plus de la turbine no 2, les turbines no 7 et 9 subirent également des dommages graves et furent déconstruites, tandis que le toit et le plafond de la salle des turbines tombèrent et causèrent des dégâts supplémentaires aux turbines no 1 et 3, et de légers dommages aux turbines no 4, 5, 8 et 10. La turbine 6, qui était en maintenance planifiée au moment de l'accident, ne subit que des dommages mineurs et fut la seule des 10 turbines de la centrale qui ne subit pas de dommage électrique dû à des courts-circuits des transformateurs associés. L’eau inonda immédiatement les salles des turbines et des générateurs et provoqua l’explosion d’un transformateur. Les transformateurs no 1 et no 2 furent détruits, tandis que les transformateurs no 3, 4 et 5 restèrent dans un état satisfaisant. D’autres graves dommages furent relevés : la salle des générateurs fut détruite (toit, plafonds et sol).
Le 9 septembre 2009, RusHydro annonça les dommages causés par l'incident:
- Turbine no 6: inondée
- Turbine no 5: inondation et dommages électriques
- Turbines no 3 et 4: dommages électriques et mécaniques au niveau intermédiaire. Quelques dégâts aux structures en béton autour d'elles.
- Turbines no 1, 8 et 10: dégâts électriques et mécaniques au niveau supérieur. Quelques dégâts aux structures en béton autour d'elles.
- Turbines no 7 et 9: complètement détruites, avec des dommages extrêmes aux structures en béton autour d'elles.
- Turbine 2: complètement détruite, y compris les structures de béton l’environnant[7].

### Alimentation en électricité
La production d'électricité de la centrale cessa complètement après l'incident. La panne d’électricité résultante dans des zones résidentielles fut atténuée par le détournement d’une partie de la puissance des autres centrales. Les fonderies d'aluminium à Saïanogorsk et en Khakassie furent totalement coupées du réseau électrique avant que l'alimentation en courant ne fût remplacée par des sources d'énergie alternatives,. L’alimentation électrique dans les zones privées de courant fut entièrement restaurée le 19 août 2009. Bien que les fonderies continuèrent à travailler à leur rythme normal, Rusal avertit que sur le long terme, jusqu'à 500 000 tonnes de la production d'aluminium seraient perdues en raison de la pénurie d'électricité, et appela à l'accélération de la construction de la centrale hydroélectrique de Boguchany pour remplacer la capacité de production perdue.

### Impact environnemental
L'accident causa un déversement d’au moins 40 tonnes d’'huile pour transformateur qui se répandit sur plus de 80 km en aval dans l’Ienisseï,. L'huile, qui s’était déversée au moment de la coupure du débit de la rivière (lorsque toutes les vannes du barrage était fermées, pendant 2 à 3 heures), tua 400 tonnes de truites élevées dans deux élevages riverains. L’impact sur la faune ne fut pas évalué. Le 19 août 2009, le déversement qui s’étendait sur 15 km de long avait atteint Ust-Abakan, où il fut circonscrit avec des barrières flottantes et des absorbants chimiques. L’huile fut totalement retirée de la rivière le 25 août 2009.

### Impact financier

#### Prix des actions
La cotation des actions RusHydro à la bourse de Moscou fut suspendue pendant deux jours. Les échanges reprirent le 19 août 2009, la valeur des actions chuta de 11,4 %. À la bourse de Londres, le prix de l'action chuta de plus de 15 %. Il était prévu que les pertes de RusHydro se chiffreraient à 16,5 milliards de roubles (523 millions de dollars) en 2013. La centrale était assurée pour 200 millions de dollars par la société russe d'assurance ROSNO, faisant partie du groupe Allianz, et réassurés par Munich Re.

#### Compensations
Le gouvernement russe décida de verser une indemnité de 1 million de roubles (31 600 dollars) à la famille de chaque victime, et 100 000 roubles (environ 3 100 dollars) à chaque survivant, tandis que RusHydro décidait d’ajouter 1 million de roubles à titre de compensation. RusHydro décida également d'acheter un logement pour 13 familles de travailleurs tués avec des enfants mineurs. Il y eut aussi des programmes pour soutenir ces enfants dans les écoles maternelles et les écoles pour qu’ils puissent accéder à l'enseignement supérieur.

### Sur le personnel
Le directeur de l'usine, Nikolaï Nevolko, fut remplacé par Valerii Kjari. Plusieurs personnes furent récompensées pour leurs actions héroïques lors de l'accident. Le Premier ministre russe Vladimir Poutine, envoya à Juri Salnikov et Oleg Melnitchuck une lettre officielle élogieuse.

## Réparations

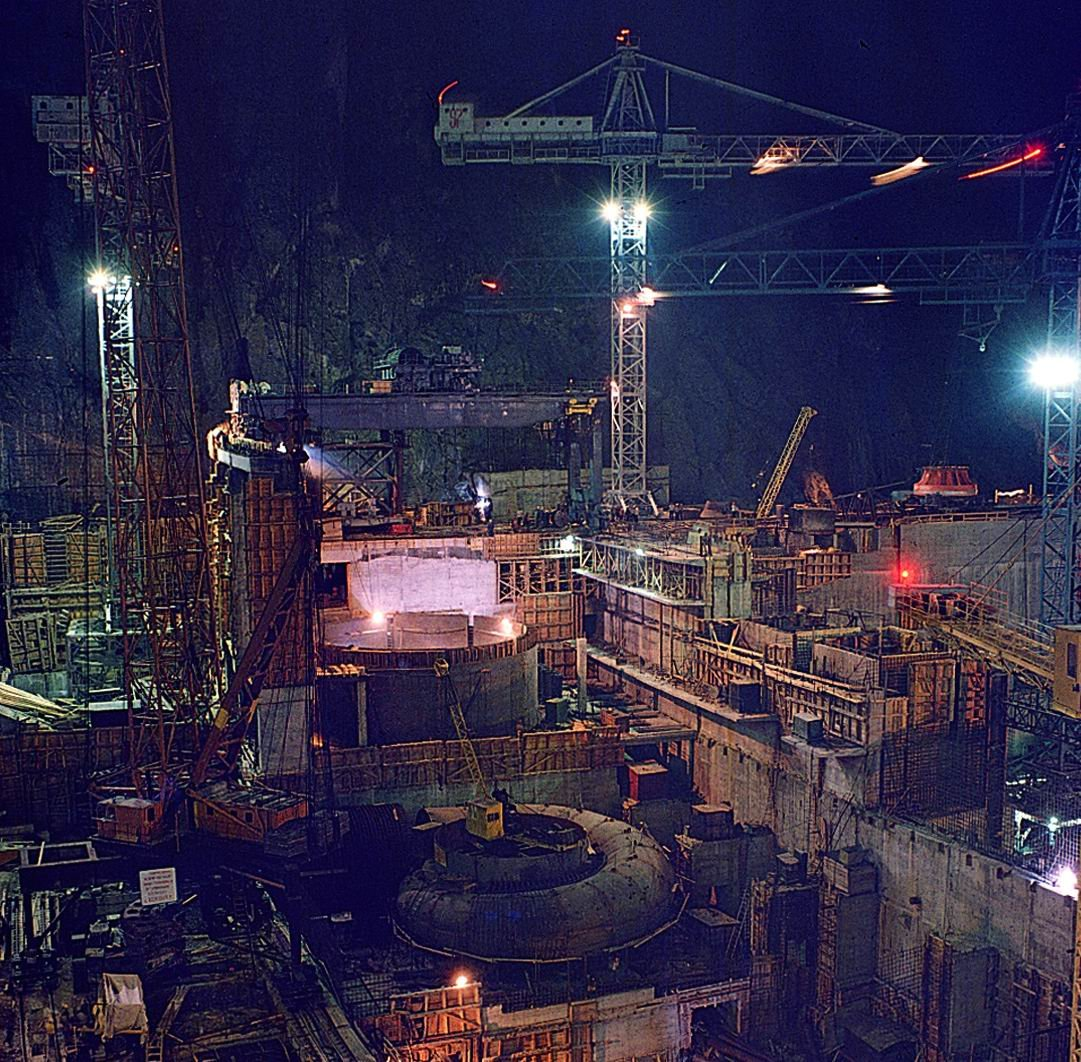
Construction de la centrale et montage de la turbine no 2

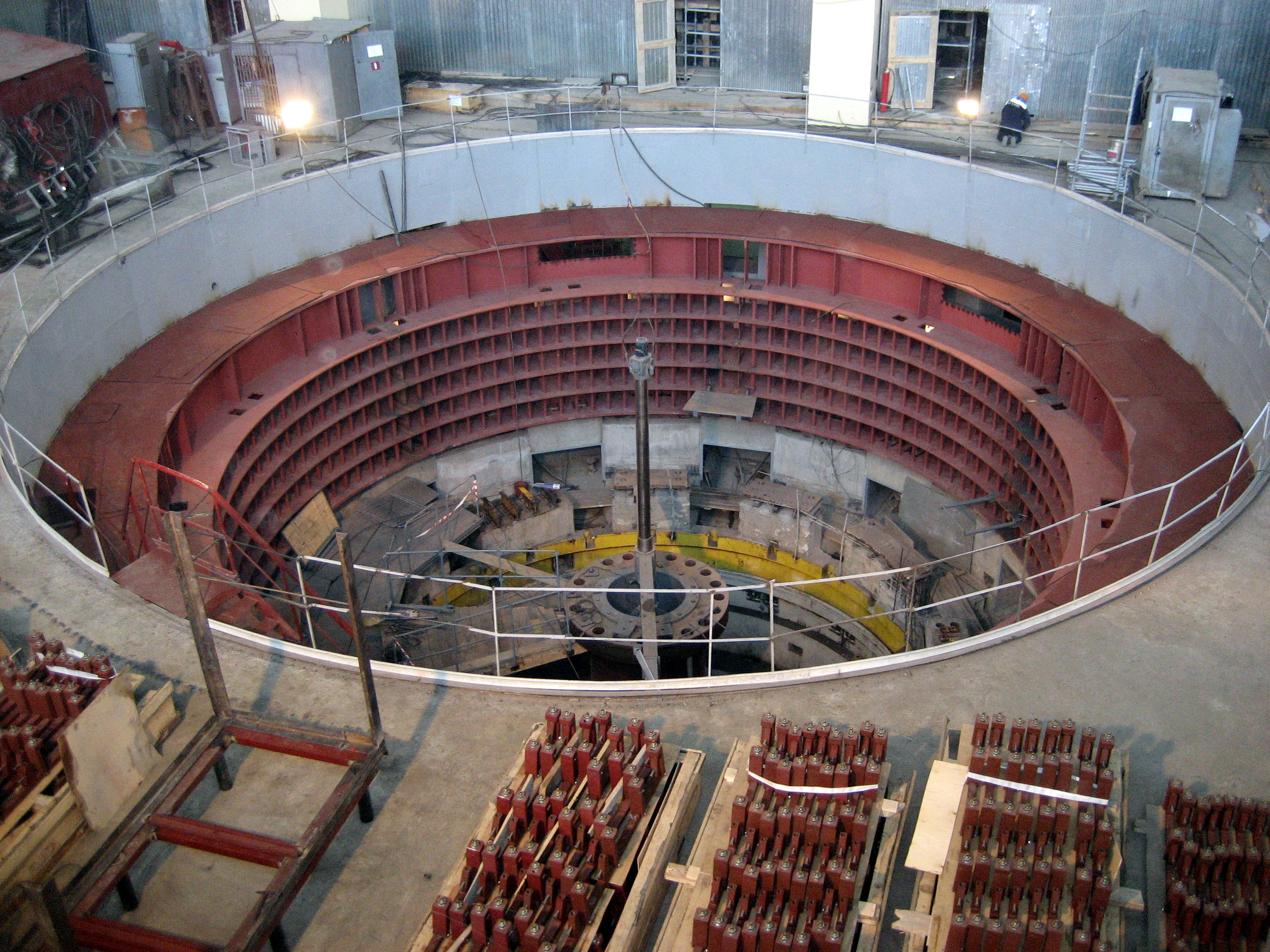
Réparations sur une turbine, en 2011

Le remplacement des turbines endommagées a pris plus de quatre ans. Plus de 2 000 personnes furent impliquées dans les tâches de sauvetage et pour la liquidation des conséquences de la catastrophe. Selon le ministre russe de l'Énergie, Sergueï Chmatko, la reconstruction de la salle des machines coûtera, à elle seule, 40 milliards de roubles (880 M€). La banque russe, Sberbank, accepta de prêter 20 milliards de roubles (440 M€) pour les travaux de réparation. RusHydro était également en train de négocier un prêt avec la Banque européenne pour la reconstruction et le développement.
En 2009, RusHydro prévoyait de réparer les turbines no 4, 5, et 6 ; les turbines no 7 et 9 étaient trop endommagées et furent démontées. La salle des machines, le système de chauffage, l'alimentation électrique auxiliaire, et les tunnels de drainage étaient en réparation. Comme le déversoir fonctionnait en permanence, plusieurs méthodes préventives pour empêcher le barrage de geler étaient à l'étude. Les travaux de réparation se déroulèrent en continu, 24 heures sur 24.
Au 26 novembre 2009 se déroulait encore une bataille contre la glace. L’ensemble des 11 vannes évacuatrices de crue étaient ouvertes à moitié. 70 canons à chaleur avec une puissance totale de 1 500 kW furent provisoirement installés sous une partie du toit récupéré de la salle de machines pour l'empêcher de givrer. Des méthodes chimiques (MgCl2 6 H2O) et mécaniques furent également utilisées contre le givrage.
Au 27 décembre 2009, les turbines no 1, 2, 3, 4, 7, 8, 9 et 10 étaient en cours ou prêtes à être démantelées. Seules les turbines no 5 et 6 étaient réparées in situ. Les autres turbines devaient être remplacés, réparés en usine et/ou modernisées.
La turbine no 6 fut redémarrée le 24 février 2010. La turbine no 5 fut connectée à son tour le 22 mars.
Le 14 avril 2010, le processus de démantèlement de la turbine no 2 et de l'infrastructure environnante était terminé. En 2014, toutes les turbines de l'usine seront remplacées par de nouvelles.
Le 30 juin 2010, la turbine no 4 fut démarrée sans charge pour sécher ses bobines électriques, pour la tester et de la préparer à la mise sous charge, plus tard en 2010. Elle fut entièrement redémarrée le 4 août 2010.
En juillet 2010, le remplacement de la turbine no 3 était en cours et devait être achevé en décembre 2010. La nouvelle turbine possédera de meilleures caractéristiques électriques et hydrodynamiques et une durée de vie de 40 ans.
Le 6 juillet 2011, un navire chargé de nouvelles pièces pour les turbines quitta Saint-Pétersbourg.
Le 8 juillet 2011, les turbines 3, 4 et 5 fonctionnaient à pleine charge et la turbine 6 était tenue en réserve.
Le 11 novembre 2014, la rénovation et les réparations étaient entièrement terminées.

## Agression d’un journaliste
Il fut rapporté que, le 9 septembre 2009, Novy Fokus Mikhail Afanasyev, l'éditeur d'un site web de nouvelles régionales, avait été attaqué et battu près de sa maison à Abakan. Plus tôt, il avait été inculpé pour « diffusion de fausses informations et diffamation envers les sauveteurs dans ses comptes rendus » par le bureau du procureur local. Afanasyev estima que l'attaque est « probablement lié à ses articles sur l'accident ».